# 賈斯汀·那拉揚
賈斯汀·那拉揚（Justin Narayan，1993年—）是一名斐濟-印度裔澳大利亞青年牧師 、廚師。他是2021年澳洲頂級廚師第13季的冠軍。納拉揚打算將其25萬美元的獎金用於繼續深造。他的雄心壯志包括開一家提供印度風味的食品卡車或餐廳，並將部分利潤用於幫助餵養和教育印度貧民窟的兒童。